# شيخ العشيرة
شيخ العشيرةهو كبير قومه منزلةً حيث ترجع له الأمور كلها، وكان لكل عشيرة  عند العرب شيخٌ يرأسها، أصل كلمة الشيخ تقال للكبير في العمر، ثم استعملت، لعلاقة التلازم، للإنسان كثير العلم، وقد أصبح لهذا اللقب رواجٌ كثير، وصار يستعمله من ليس متصفًا بصفات الشيخ سواء الصفات القبلية والصفات الدينية، ولذلك منعت وزارة الإعلام السعودية استعمال لقب الشيخ إلا لشيوخ القبائل المعتمدين لدى الحكومة ولمشايخ الدين المعروفين.